# Álvaro Tato
Álvaro Tato es un poeta, dramaturgo y actor español en lengua castellana nacido en Madrid en 1978.
Tato es licenciado en Filología Hispánica por la Universidad Complutense de Madrid y ha cursado estudios de dirección de escena en la RESAD. Entre su trabajo como escritor destacar los libros de poesía Vuelavoz publicado en 2017, Zarazas, coplas flamencas reunidas publicado en 2015), Gira, premio internacional de poesía Miguel Hernández, de 2011, Hexateuco, publicado en el año 2000, Libro de Uroboros, también del 2000 y Cara Máscara del año 2007, que obtuvo el Premio Hiperión.
Desde 1996 escribe y actúa en el grupo de teatro, poesía y música Ron Lalá, con el que ha recorrido en gira una veintena de países; su espectáculo Cervantina, coproducción CNTC, obtuvo el Premio Max mejor musical en 2016 y Siglo de Oro, siglo de ahora (Folía) el Premio Max 2013 a la mejor empresa de producción de Artes Escénicas. También es autor de las versiones de La dama duende de 2017, El perro del hortelano de 2016 y El alcalde de Zalamea de 2015, de la Compañía Nacional de Teatro Clásico, dirigida por Helena Pimenta, y ha escrito "Nacida sombra" (2017, dir. Rafaela Carrasco), "Zarzuela en danza" (2016,  dir. Nuria Castejón), "Comedia multimedia" (2016; dir. Yayo Cáceres), "Ojos de agua" (2014, dir. Yayo Cáceres) y El intérprete (con Asier Etxeandía, 2013), entre otros montajes de teatro y danza.
Es profesor de Dramaturgia y Poesía en diversos centros de enseñanza (Escuela Universitaria de Artes y Espectáculos TAI, Academia del Verso de Alcalá de Henares, Master en Creación Teatral de la Universidad Carlos III de Madrid, etc.). Ha colaborado con el programa No es un día cualquiera de Radio Nacional de España.
En 2021 Tato fue finalista de los premios Max en la categoría de mejor adaptación. En febrero del año 2022 estrenó en el teatro Calderón (Valladolid) la obra Villa y Marte y, en diciembre una obra sobre Molière en el teatro de la Abadía junto a Yayo Cáceres.

## Obra
Poesía
- Hexateuco (Madrid, Visor, 2000)[13]
- Libro de Uroboros (Madrid, Hiperión, 2000)
- Cara máscara (Madrid, Hiperión 2007)
- Gira (Madrid, Hiperión 2011)
- Zarazas (Madrid, Hiperión 2015)[2]
- Vuelavoz (Madrid, Hiperión 2017)
- Año luz (Madrid, Hiperión 2021)

Teatro
- Mundo y final (Ron Lalá) (Ñaque, 2008)
- Siglo de Oro, siglo de ahora (Folía) (Ron Lalá)(Madrid, ITEM/UCM, 2012)
- El alcalde de Zalamea (Pedro Calderón de la Barca) (Madrid, CNTC/INAEM, 2015)
- Cervantina (Versiones y diversiones sobre textos de Cervantes) (Madrid, CNTC/INAEM, 2015)
- El perro del hortelano (Lope de Vega) (Madrid, CNTC/INAEM, 2016)
- La dama duende (Pedro Calderón de la Barca) (Madrid, CNTC/INAEM, 2017)

## Reconocimientos
- Premio de Arte Joven de la Comunidad de Madrid en la tercera edición del concurso (Hexateuco).[14]
- III Premio de poesía joven "Antonio Carvajal" (Libro de Uroboros).[15]
- 2007 Premio Hiperión, Cara máscara.[16]
- 2011 Premio Internacional de poesía Miguel Hernández de la Comunidad Valenciana.[17][18]
- 2022 Premio de poesía Francisco de Quevedo del Ayuntamiento de Madrid.[19]